# De røde bånd
De røde bånd er en dansk kortfilm fra 1985, der er instrueret af Jørn Faurschou efter manuskript af Kaj Himmelstrup.

## Handling
Fra et barns synsvinkel virker forældrenes skænderi som en veritabel krig.